# 앨릭스 웡
앨릭스 넬슨 웡(영어: Alex Nelson Wong)은 미국의 정부 관리이자 변호사이다. 2017년부터 2021년까지 동아시아 태평양 사무국에서 북한 담당 부차관보를 역임하며 북한과 미국 간 대화 실무를 주로 담당하였으며, 2025년 1월부터 5월까지 도널드 트럼프 2기 행정부의 초대 국가안보부보좌관을 역임하였다.

## 생애
웡은 펜실베이니아 대학교에서 영문학과 프랑스어 학사학위를 취득한 후, 하버드 법학대학원에서 박사 학위를 취득하였다. 이후 콜롬비아 특별구 연방 항소 법원에서 근무하였다.

## 경력
웡은 워싱턴 D.C. 소재의 국제 로펌에서 사설 변호사로 일하였다. 그는 포춘 100의 고객에게 국제 무역 문제, 정부 조사 및 규정 준수에 관한 전략적 및 법률적 조언을 제공하였다.
2007년부터 2009년까지 미국 국무부의 이라크 법치 자문위원으로 재직하면서 이라크의 사법부와 부패 방지 기관을 강화하기 위한 국무부의 계획을 설계 및 관리하였다. 
이후 2012년 미트 롬니 대선 캠페인에서 외교 및 법률 정책 책임자를 역임하면서, 외교·국방·정보·사법 및 법 집행 정책을 개발하고 조언하였다. 또한, 톰 코튼 미국 상원의원의 외교 정책 고문이자 수석 법률 고문을 맡기도 하였다.
도널드 트럼프 1기 행정부 당시 마이크 폼페이오 국무장관, 스티븐 비건 대북정책특별대표를 보좌하는 등 대북 협상에 주로 관여하였다.
2021년에는 한국의 전자상거래 회사 쿠팡의 모회사인 '쿠팡Inc’에 영입되어 워싱턴D.C. 사무소에서 정책 관련 총괄 임원(Head of public affairs)으로 일하며 미국 정부와 의회를 상대로 대관 업무를 한 것으로 알려졌다.
2024년 11월 22일 도널드 트럼프 미국 대통령 당선자는 웡을 대통령 보좌관 및 국가안보부보좌관으로 임명하였다.
"앨릭스는 내 첫 임기 때 국무부에서 대북특별부대표와 동아태 부차관보를 맡았고, 김정은 북한 지도자와 나의 정상회담 협상을 도왔다."— 도널드 트럼프의 지명 성명 중 (2024년 11월 22일)